# Выселковский район
Выселко́вский район — административно-территориальная единица и муниципальное образование (муниципальный район) в составе Краснодарского края России. 
Административный центр — станица Выселки.

## География
Площадь района составляет 1 740 км². Район расположен в центральной части Прикубанской равнины, находится в центре Краснодарского края.
Граничит на севере — с Павловским, на юге — с Усть-Лабинским, на востоке — с Тбилисским и Тихорецким, на западе — с Брюховецким и Кореновским районами. Гидросеть представлена реками Журавка и Бейсуг с притоками.

## История
Район был образован 31 декабря 1934 года в результате разукрупнения Кореновского района в составе Азово-Черноморского края. Первоначально район состоял из 8 сельских советов: Анапского, Бейсугского, Бейсужекского, Березанского, Бузиновского, Выселковского, Журавского, Казаче-Малеваного.
С 13 сентября 1937 года район в составе Краснодарского края.
22 августа 1953 года в состав Выселковского района вошла территория упраздненного Гражданского района.
1 февраля 1963 года район был упразднен, его территория была разделена между Тихорецким и Усть-Лабинским районами.
30 декабря 1966 года Выселковский район был восстановлен в прежних границах, за исключением Журавского и Новоберезанского сельсоветов, отошедших Кореновскому району.
В 1993 году была прекращена деятельность сельских Советов, территории сельских администраций преобразованы в сельские округа.
В 2005 году в районе в границах сельских округов были образованы 10 сельских поселений.

## Население
| 1939    | 1959    | 1970    | 1979    | 1989    | 2002    | 2006    | 2010    | 2011    |
| ------- | ------- | ------- | ------- | ------- | ------- | ------- | ------- | ------- |
| 31 454  | ↗74 277 | ↘64 292 | ↘59 718 | ↘59 436 | ↗60 239 | ↘60 184 | ↗60 271 | ↗60 301 |
| 2012    | 2013    | 2014    | 2015    | 2016    | 2017    | 2018    | 2019    | 2020    |
| ↘60 226 | ↘60 001 | ↗60 091 | ↘59 753 | ↘59 595 | ↘59 239 | ↘58 966 | ↘58 405 | ↘57 721 |
| 2021    | 2023    | 2025    |         |         |         |         |         |         |
| ↘55 748 | ↘54 641 | ↘54 069 |         |         |         |         |         |         |

Население района на 01.01.2006 года составило 60184 человека, все — сельские жители. Среди всего постоянного населения мужчины составляют — 46,5 %, женщины — 53,5 %. Женского населения фертильного возраста — 15023 человека (46,7 % от общей численности женщин). Дети от 0 до 17 лет — 13041 (21,7 % всего населения), взрослых — 47143 человек (78,3 %). В общей численности населения 34678 (57,6 %) — лица трудоспособного возраста, 24,1 % — пенсионеры.

Национальный состав
По итогам переписи населения 2020 года проживали следующие национальности (национальности менее 0,1 % и другое см. в сноске к строке «Другие»):
| Национальность | Численность, чел. | Доля     |
| -------------- | ----------------- | -------- |
| Русские        | 53 397            | 95,78 %  |
| Армяне         | 590               | 1,06 %   |
| Украинцы       | 212               | 0,38 %   |
| Греки          | 175               | 0,31 %   |
| Азербайджанцы  | 86                | 0,15 %   |
| Татары         | 69                | 0,12 %   |
| Белорусы       | 58                | 0,10 %   |
| Другие         | 1161              | 2,10 %   |
| Итого          | 55 748            | 100,00 % |

## Административно-муниципальное устройство
В рамках административно-территориального устройства края, Выселковский район включает 10 сельских округов.
В рамках организации местного самоуправления в Выселковский район входят 10 муниципальных образований нижнего уровня со статусом сельских поселений:
| №  | Муниципальное образование             | Административный центр     | Количество населённых пунктов | Население (чел.) | Площадь (км²) |
| -- | ------------------------------------- | -------------------------- | ----------------------------- | ---------------- | ------------- |
| 1  | Бейсугское сельское поселение         | посёлок Бейсуг             | 3                             | ↘5038            | 183,30        |
| 2  | Бейсужёкское сельское поселение       | хутор Бейсужёк Второй      | 1                             | ↘1746            | 82,78         |
| 3  | Березанское сельское поселение        | станица Березанская        | 3                             | ↘8177            | 210,65        |
| 4  | Бузиновское сельское поселение        | станица Бузиновская        | 1                             | ↘1737            | 77,64         |
| 5  | Выселковское сельское поселение       | станица Выселки            | 3                             | ↘20 715          | 206,43        |
| 6  | Газырское сельское поселение          | посёлок Газырь             | 6                             | ↘3977            | 224,48        |
| 7  | Ирклиевское сельское поселение        | станица Ирклиевская        | 3                             | ↘3695            | 233,27        |
| 8  | Крупское сельское поселение           | станица Крупская           | 2                             | ↘1138            | 124,13        |
| 9  | Новобейсугское сельское поселение     | станица Новобейсугская     | 1                             | ↘2712            | 160,02        |
| 10 | Новомалороссийское сельское поселение | станица Новомалороссийская | 2                             | ↘5706            | 228,18        |

## Населённые пункты
В Выселковском районе 25 населённых пунктов.
| №  | Населённый пункт     | Тип     | Население | Муниципальное образование             |
| -- | -------------------- | ------- | --------- | ------------------------------------- |
| 1  | Александроневская    | станица | ↘739      | Бейсугское сельское поселение         |
| 2  | Балковская           | станица | ↗1435     | Ирклиевское сельское поселение        |
| 3  | Бейсуг               | посёлок | ↘2480     | Бейсугское сельское поселение         |
| 4  | Бейсужёк Второй      | хутор   | ↘1746     | Бейсужёкское сельское поселение       |
| 5  | Березанская          | станица | ↘6272     | Березанское сельское поселение        |
| 6  | Бузиновская          | станица | ↘1737     | Бузиновское сельское поселение        |
| 7  | Выселки              | станица | ↗19 955   | Выселковское сельское поселение       |
| 8  | Газырь               | посёлок | ↘1925     | Газырское сельское поселение          |
| 9  | Гражданский          | посёлок | ↘1690     | Газырское сельское поселение          |
| 10 | Заречный             | посёлок | ↘1761     | Березанское сельское поселение        |
| 11 | Заря                 | село    | ↗708      | Березанское сельское поселение        |
| 12 | Иногородне-Малёваный | хутор   | ↗672      | Выселковское сельское поселение       |
| 13 | Ирклиевская          | станица | ↗3300     | Ирклиевское сельское поселение        |
| 14 | Красный              | посёлок | ↘80       | Газырское сельское поселение          |
| 15 | Крупская             | станица | ↘1132     | Крупское сельское поселение           |
| 16 | Новобейсугская       | станица | ↘2712     | Новобейсугское сельское поселение     |
| 17 | Новогражданская      | станица | ↘812      | Новомалороссийское сельское поселение |
| 18 | Новодонецкая         | станица | ↘1805     | Бейсугское сельское поселение         |
| 19 | Новомалороссийская   | станица | ↘5038     | Новомалороссийское сельское поселение |
| 20 | Октябрьский          | посёлок | ↘423      | Газырское сельское поселение          |
| 21 | Отважный             | посёлок | ↘209      | Газырское сельское поселение          |
| 22 | Память Ленина        | хутор   | ↗300      | Ирклиевское сельское поселение        |
| 23 | Первомайский         | посёлок | ↘274      | Крупское сельское поселение           |
| 24 | Первомайское         | село    | ↘538      | Выселковское сельское поселение       |
| 25 | Советский            | посёлок | ↘314      | Газырское сельское поселение          |

## Экономика
Преимущественное развитие имеют традиционные производственные отрасли — сельское хозяйство и сельхозпереработка. Бытовое обслуживание населения, торговля, общественное питание является сферой деятельности малого бизнеса. На территории района 11 сельскохозяйственных предприятий, 524 крестьянских (фермерских) хозяйств, 2 промышленных предприятия пищевой отрасли, 2 транспортных предприятия, 4 строительные организации и др.

## Транспорт
Главные транспортные магистрали — железная дорога «Краснодар—Тихорецк—Сальск», автомобильная дорога «Краснодар—Павловская».

## Известные уроженцы
В Выселковском районе родился Герой Российской Федерации Михаил Султанович Дангиреев.